# Grethe Rostbøll
Grethe Fogh Rostbøll, née le 30 mai 1941 à Aarhus (Danemark) et morte le 28 juillet 2021, est une femme politique danoise, membre du Parti populaire conservateur (KF) et ancienne ministre.